# کازونوری کان
کازونوری کان (انگلیسی: Kazunori Kan؛ زادهٔ ۱۱ نوامبر ۱۹۸۵) بازیکن فوتبال اهل ژاپن است.